# Miguel Joaquín Eleicegui
Miguel Joaquín Eleicegui Arteaga (también aparece como Mikel Jokin Eleizegi Arteaga[cita requerida]), más conocido en su época por el sobrenombre del Gigante de Alzo (1818-1861), fue una figura escénica que adquirió relevancia por exhibirse debido a su gran estatura.
Fue un personaje muy popular en su época; se exhibió por media Europa siendo recibido entre otros por la reina Isabel II de España, la reina María II de Portugal, el rey Luis Felipe I de Francia y la reina Victoria del Reino Unido. Después de su muerte su recuerdo ha perdurado en el País Vasco, donde su pueblo natal aparece siempre asociado a la figura del "Gigante".
Padecía la enfermedad de gigantismo (acromegalia), lo que le hizo crecer indefinidamente hasta su muerte. Llegó a medir 2,27 m (7′ 5″) de altura y 2,42 m de envergadura, llegó a pesar 228 kilogramos y sus zapatos medían 39 centímetros. Sus guantes medían 31 cm del dedo pulgar al meñique y los sombreros de copa 3/4 puntos o, lo que es igual, 62 cm de circunferencia.

## Biografía
Miguel Joaquín Eleicegui Arteaga nació el 6 de julio de 1818 en el caserío Ipintza-zar de la localidad guipuzcoana de Alzo, en el País Vasco. Era el cuarto de nueve hermanos, tres hermanos mayores y otros cinco, tres chicos y dos chicas, menores que él. Su padre fue Miguel Antonio Eleizegui Argaya (1790-1872) natural de Alzo y su madre Antonia Ignacia Arteaga (¿1785?-1829), natural de Orendáin, también en Guipúzcoa. Perdió a su madre cuando tenía diez años.
Vivió una infancia y adolescencia con un desarrollo físico normal. Siendo ya adulto, con 20 años de edad, desarrolló gigantismo y comenzó a destacar por su elevado tamaño. Tras trasladarse a Tolosa comenzó a tomar relevancia y a ser conocido por esa característica. 
Imitando al empresario estadounidense Phil Taylor Barnum, que mantenía un espectáculo de exhibición de rarezas, José Antonio Arzadun, vecino de Lecumberri (Navarra) propuso al padre de Miguel Joaquín el exhibirlo por diferentes lugares llegando a un acuerdo (el contrato, que todavía se conserva, establece que la sociedad tenía que pagarle todo el tabaco a Miguel, además de dejarle ir a misa todos los días, en cualquier lugar que se hallara) en 1843.

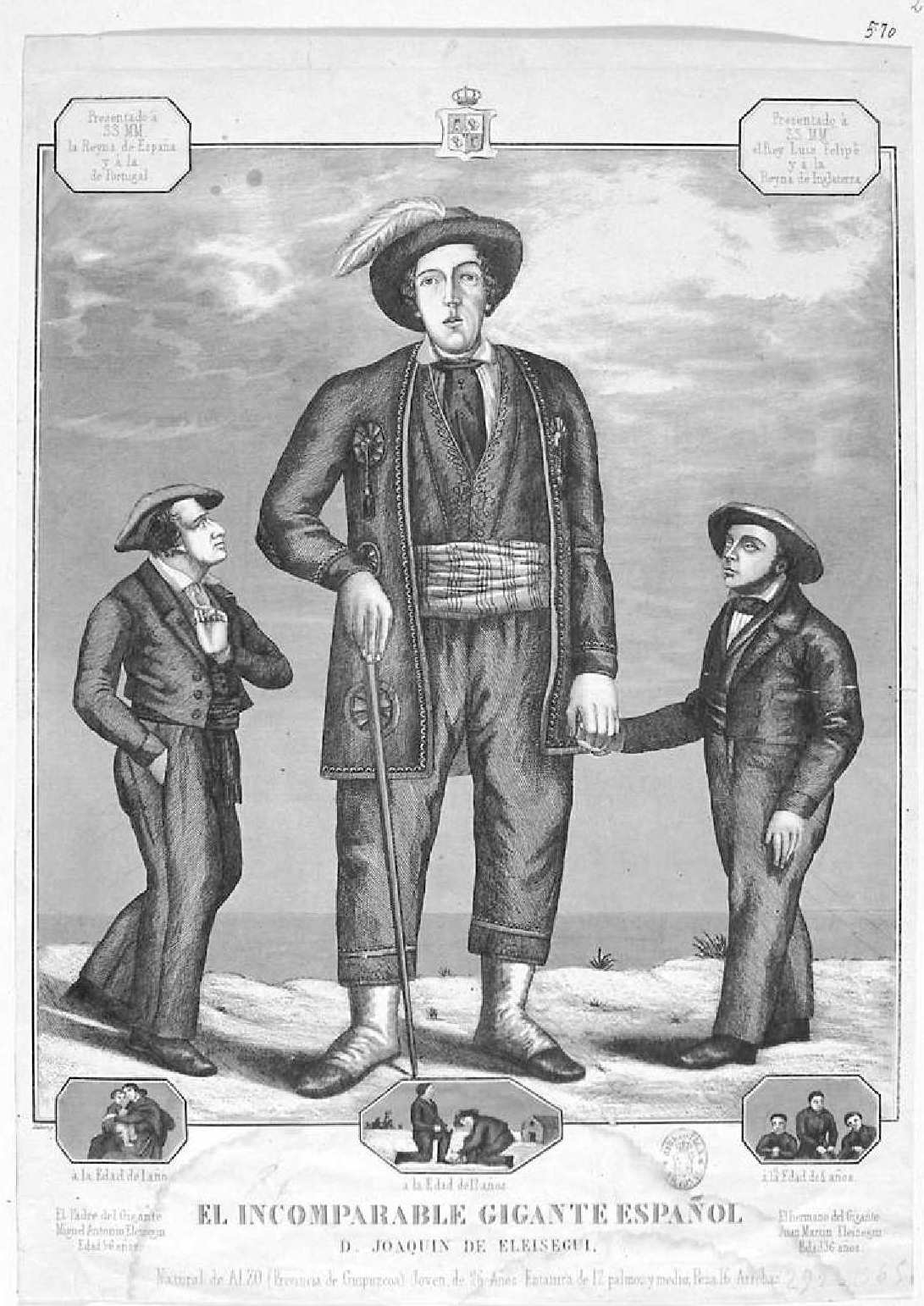
Retrato de Joaquín Eleisegui, xilografía de Pablo Alabern. Inscripción: «EL INCOMPARABLE GIGANTE ESPAÑOL D. JOAQUÍN DE ELEISEGUI, Natural de ALZO (Provincia de Guipúzcoa) Joven de 26 Años Estatura de 12 palmos y medio, Pesa 16 Arrobas». Biblioteca Nacional de España.

Comenzó una larga gira de exhibiciones (siendo la primera localidad en la que lo hizo Bilbao[cita requerida]) que le llevó por numerosos países europeos mostrándose al público en general y a diferentes autoridades de la época. Solía ir vestido de turco o de general de la armada. Intentaron que se casara con una mujer inglesa que le llegaba hasta la barbilla, con el objetivo de mejorar el espectáculo, pero Joaquín rechazó la oferta volviéndose a su pueblo natal.
Murió el 20 de noviembre de 1861 a los 43 años por una tuberculosis pulmonar y fue enterrado en el cementerio de la localidad de Alzo, el esqueleto del Gigante se creyó robado y en manos de algún coleccionista, hasta agosto de 2020, en que una excavación de la Sociedad Científica Aranzadi, hallaron sus huesos en el cementerio de Alzo.
No hay documentación alguna sobre el tamaño de sus familiares cercanos, padres, hermanos y hermanas. Miguel Joaquín Eleizegui renegaba de la condición a que le había arrastrado su enfermedad y se calificaba a sí mismo como "un aborto de la naturaleza".

### Medidas
Estatura:
- Primera medición: : 2 metros, 16 centímetros y 3 milímetros.
- Segunda medición: : 2 metros y 28 centímetros.
- Tercera medición: : 2 metros, 39 centímetros y 7 milímetros.
- Última medición (en vida): 2 metros, 56 centímetros y 7 milímetro.
- Estimación a su muerte: 2 metros y 74 centímetros y 8 milímetro.

Peso:
- A los 23 años: 16 arrobas (184 kilogramos)
- Posteriormente alcanzaría las 17 arrobas y 17 libras de peso (aproximadente 203,32 kg)

Calzado:
- Sus abarcas median 42 centímetros, equivalente a un número 63.

### Galería de imágenes sobre Miguel Joaquín Eleizegui en Alzo

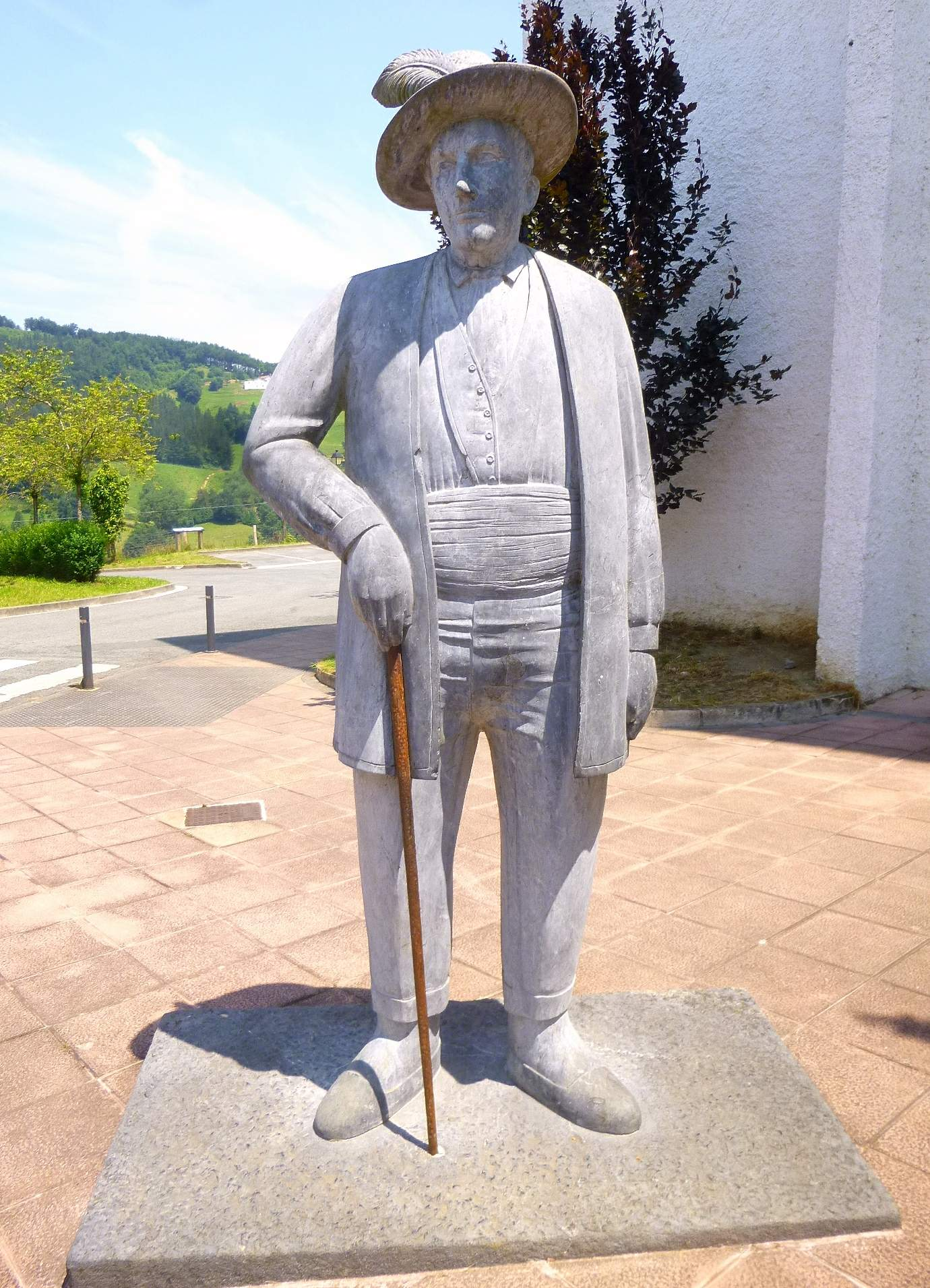
Estatua memorial junto a la Iglesia de la Asunción de Nuestra Señora
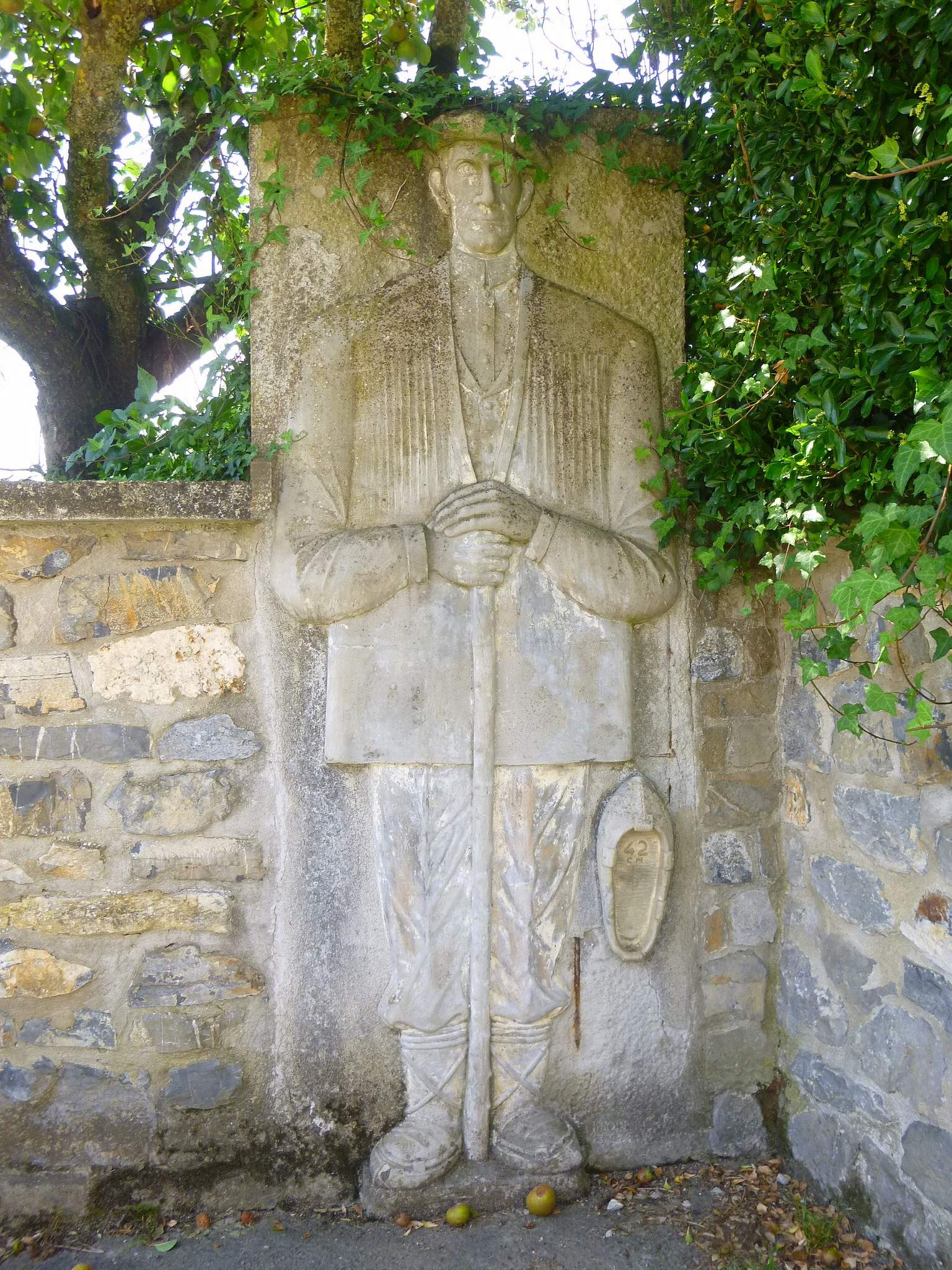
Relieve memorial junto al caserío natal, Ipintza Haundi
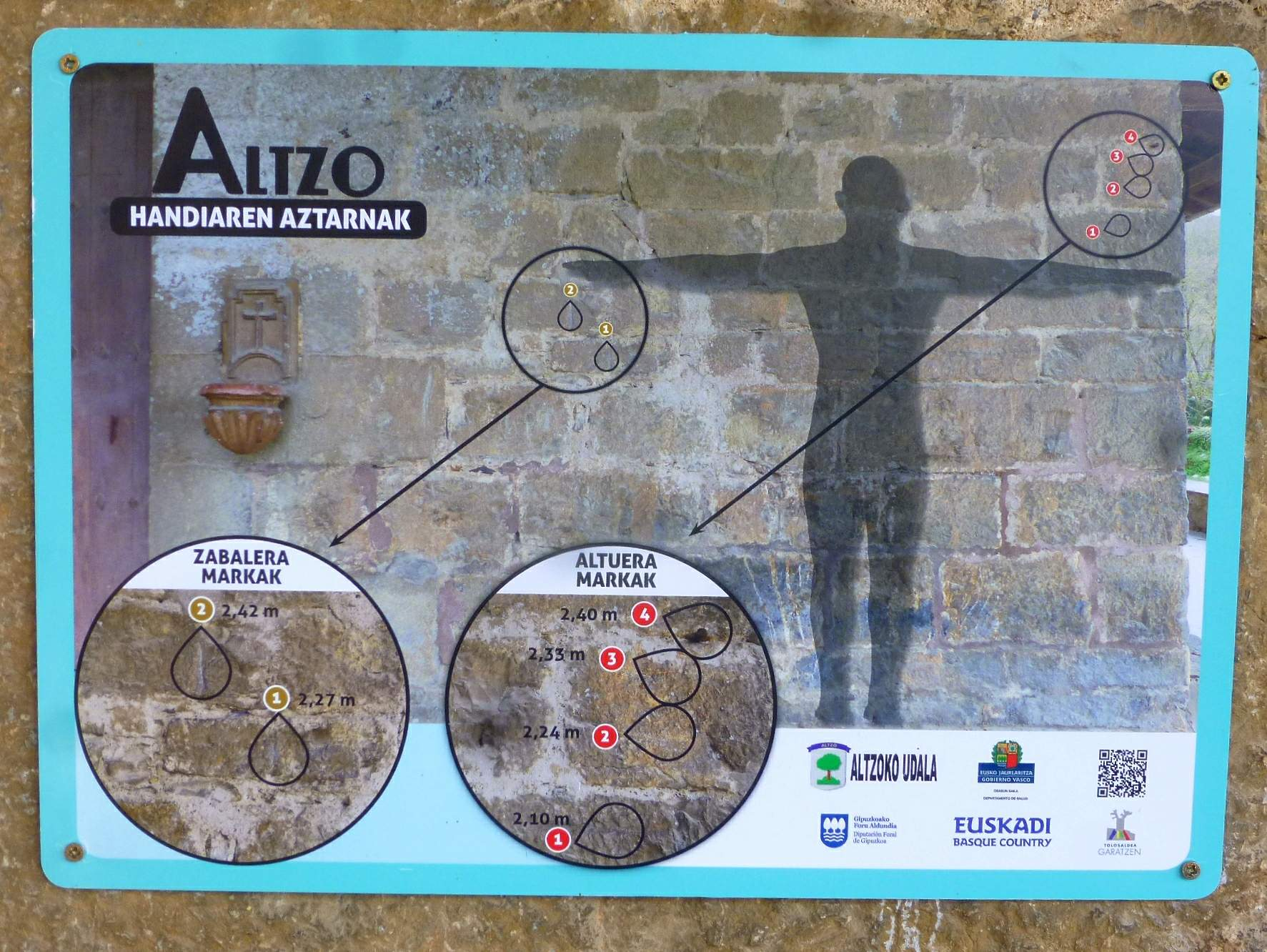
Marcas de las dimensiones corporales en la Iglesia de San Salvador
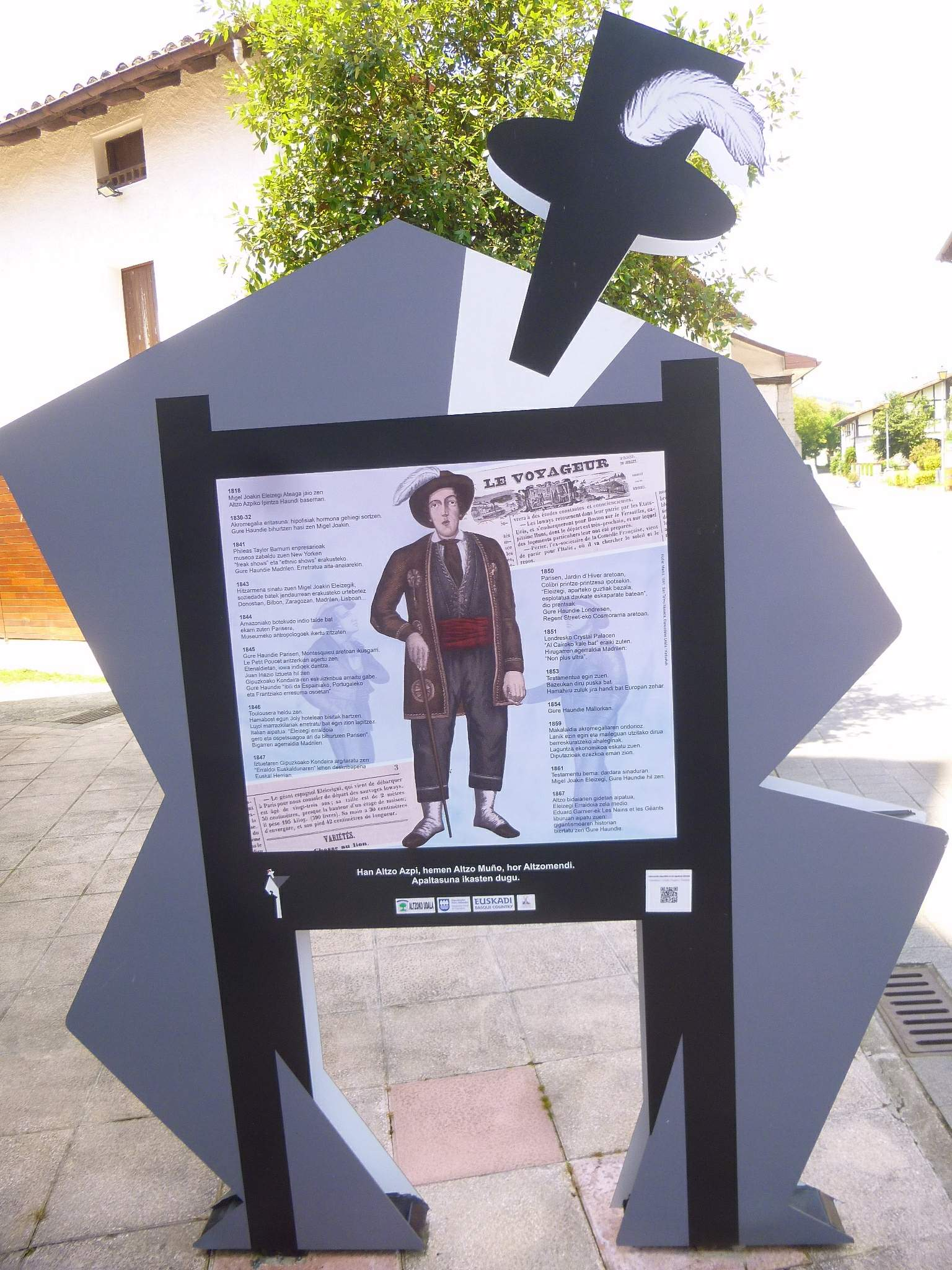
Panel informativo
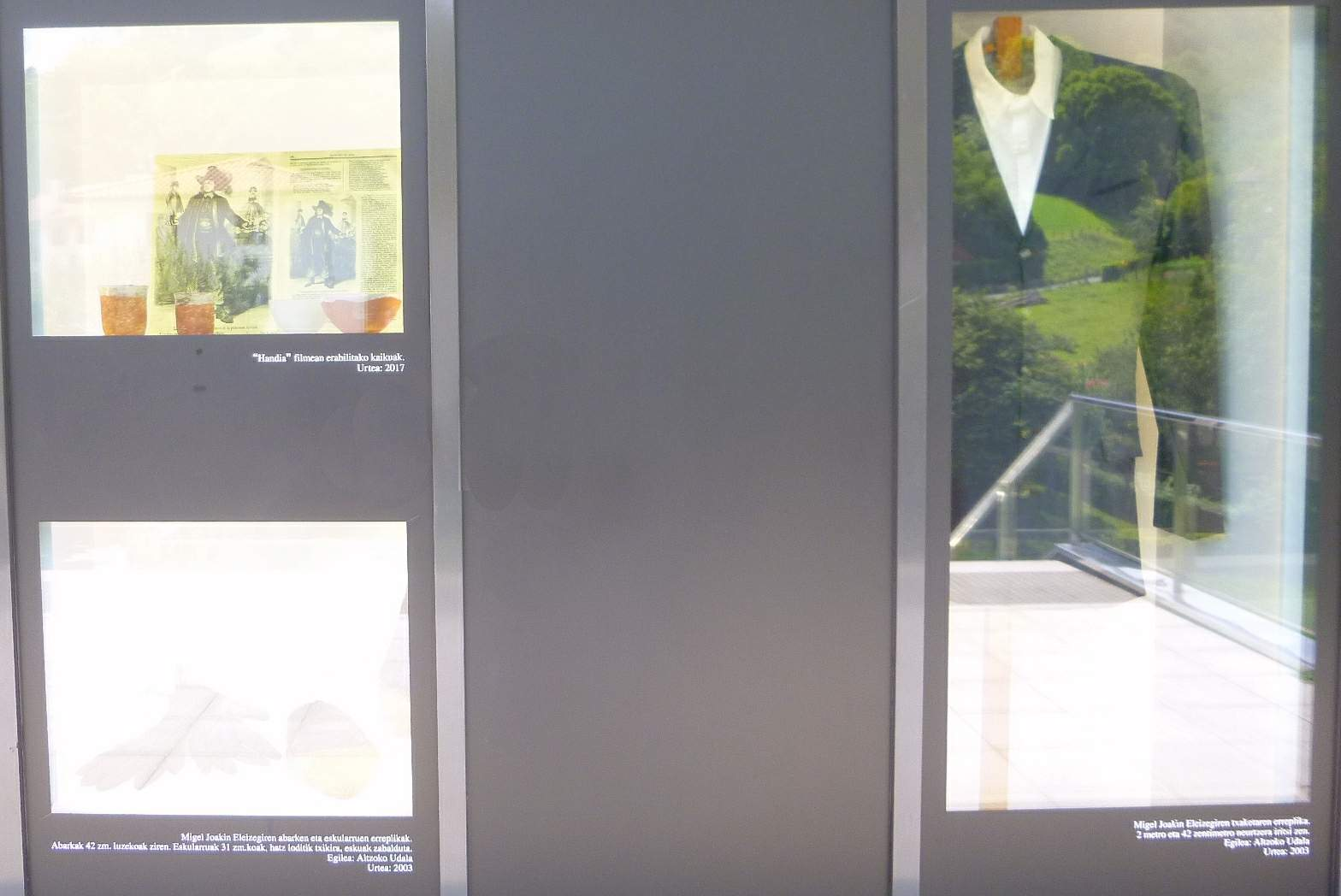
Centro de interpretación en el edificio cultural Batzarremuño
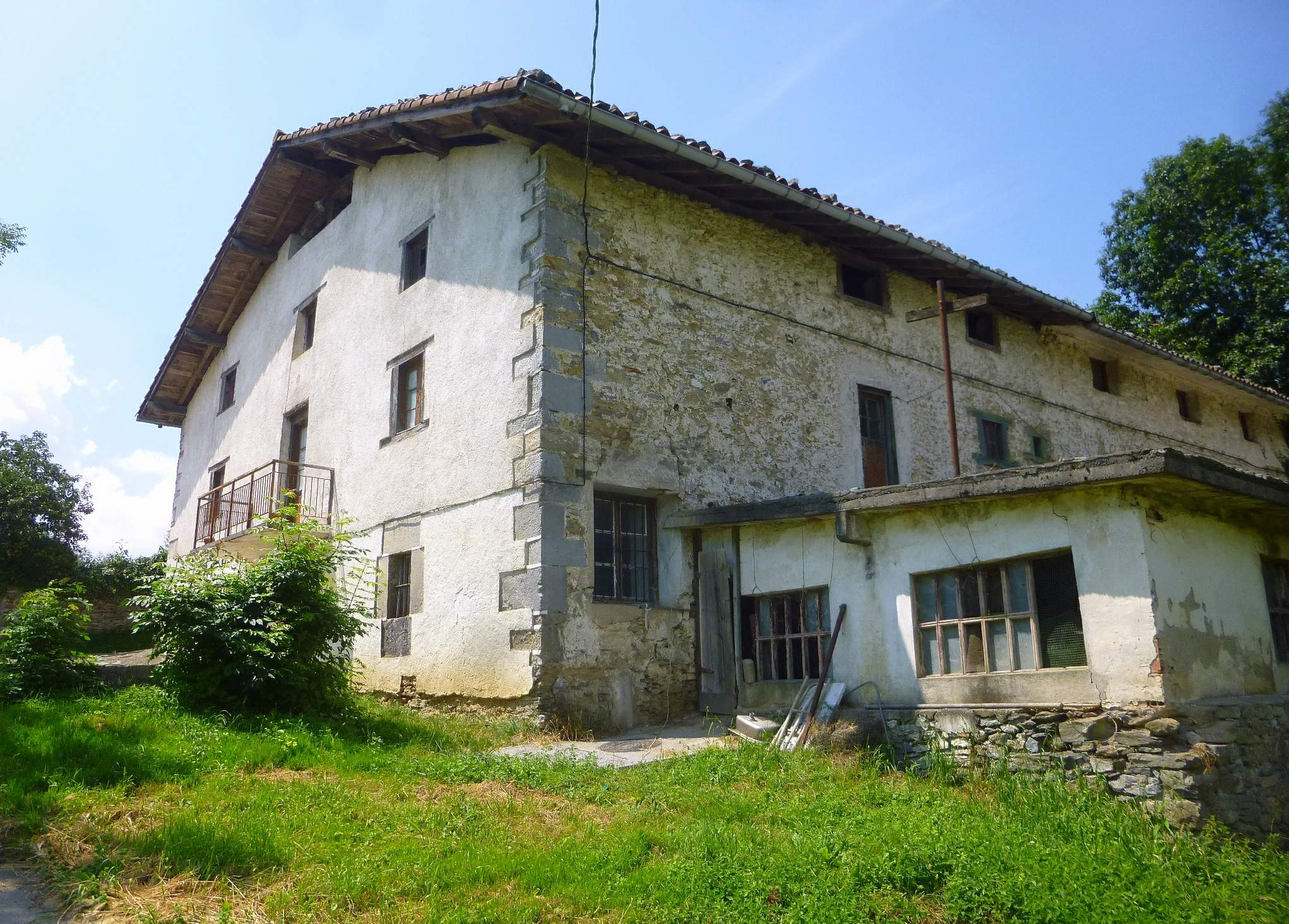
Ipintza Haundi, caserío natal